# Fontaine-sur-Ay
Fontaine-sur-Ay är en kommun i departementet Marne i regionen Grand Est (tidigare regionen Champagne-Ardenne) i nordöstra Frankrike. Kommunen ligger i kantonen Ay som tillhör arrondissementet Épernay. År 2022 hade Fontaine-sur-Ay 315 invånare.

## Befolkningsutveckling
Antalet invånare i kommunen Fontaine-sur-Ay
| Referens: INSEE |